# 이라스토야
이라스토야(일본어: いらすとや)는 일본의 일러스트레이터 미후네 다카시가 운영 하는 무료 일러스트를 제공하는 웹사이트이다.
해당 웹사이트에 있는 일러스트는 개인, 법인, 상용, 비상용을 불문하고 무상으로 사용할 수 있다. 다만, 저작권은 포기하지 않고 사용방법에는 제한이 있다.

## 같이 보기
- 스톡 사진